# Groupe hamiltonien
En théorie des groupes, un groupe de Dedekind est un groupe dans lequel tout sous-groupe est distingué. Tous les groupes abéliens sont des groupes de Dedekind. Un groupe de Dedekind non abélien est appelé groupe hamiltonien, d'après William Rowan Hamilton.
L'exemple le plus familier de groupe hamiltonien est le groupe des quaternions, noté Q. Il est d'ordre 8 et c'est le plus petit, car un groupe (fini ou infini) est hamiltonien si et seulement si c'est un produit direct de la forme G = Q × B × D, où B est un 2-groupe abélien élémentaire (c.-à-d. dont tous les éléments non triviaux sont d'ordre 2) et D est un groupe abélien dont tous les éléments sont d'ordre impair, autrement dit G = Q × H où H est un groupe abélien de torsion dont aucun élément n'est d'ordre multiple 4.